# Карло Адемолло

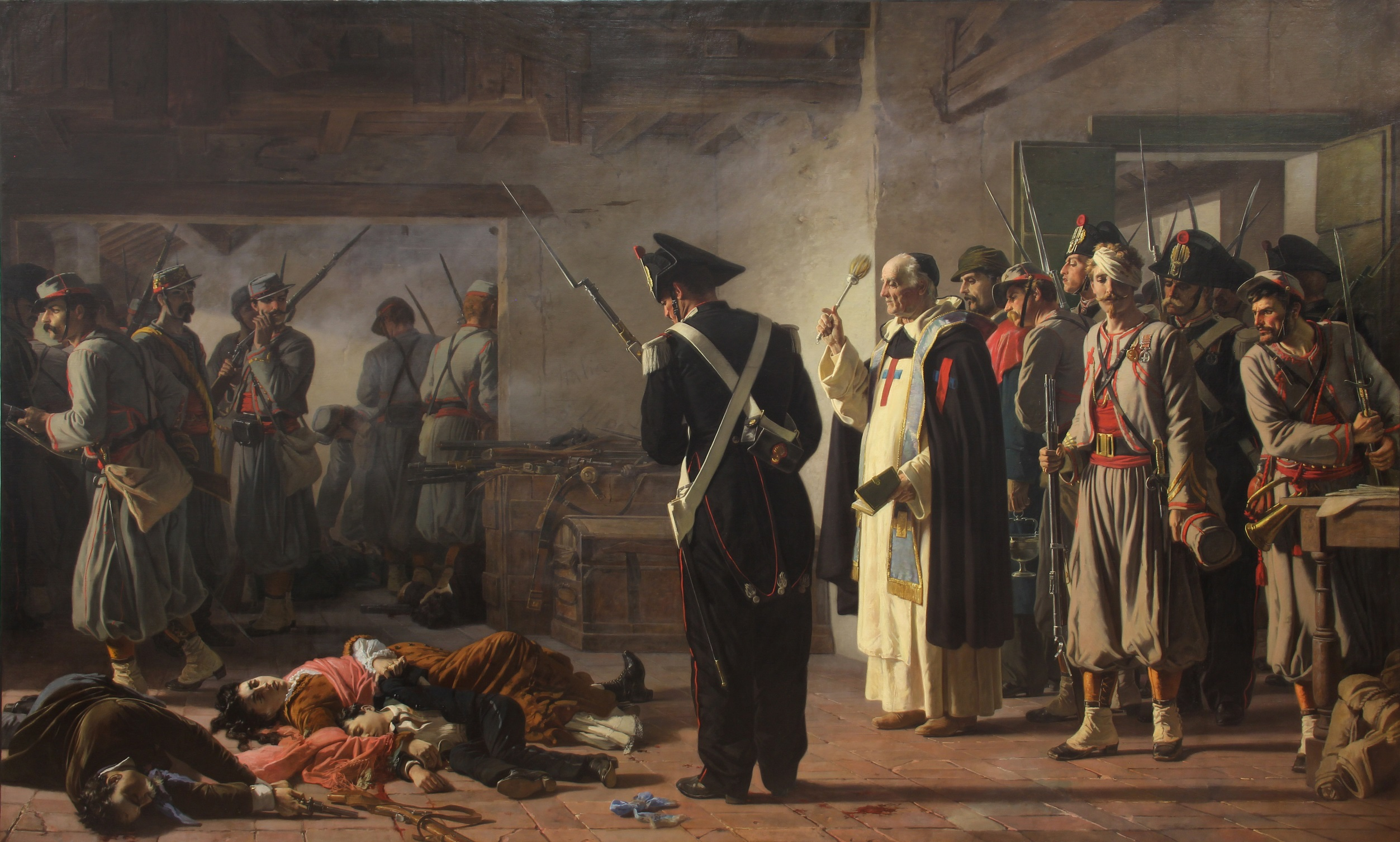
«Убивство сім'ї Джудітти Тавані Аркуаті»

Карло Адемолло (італ. Carlo Ademollo; 9 жовтня 1824 — 15 липня 1911) — італійський художник. Племінник Луїджі Адемолло.

## Біографія
В 1838 році  поступив до Флорентійської академії мистецтв під патронатом Джузеппе Беццуолі (італ. Giuseppe Bezzuoli). Брав участь у виставці «Promotrice Fiorentina» у 1848 році із різноманітними картинами на сучасну йому тематику. Він був традиціоналістом, але часто відвідував кафе «Мікеланджело», хоча й не перейняв ідей руху Мак'яйолі. На багатьох його картинах зображено апеннінські сільські краєвиди у Тоскані.
Серед його робіт «Смерть Енріко Каїролі» (1868), «Взяття Риму» (1880), портрет Раффаеле Кадорна тощо.